# Фатигаров, Александр Семёнович
Александр Семёнович Фатигаров (1905—1955) — контр-адмирал (11.05.1949) Военно-морского флота СССР, участник советско-японской войны.

## Биография
Александр Фатигаров родился 1 февраля 1905 года в селе Большая Лука (ныне — Вадинский район Пензенской области). В 1923 году он окончил совпартшколу, в 1926 году — курсы пропагандистов. В 1927 году Фатигаров был призван на службу в Военно-морской флот СССР. В 1929 году он окончил артиллерийскую школу учебного отдела Морских сил Балтийского моря в Кронштадте.
Участвовал в боях советско-японской войны, будучи начальником политотдела Владивостокского морского оборонительного района. В послевоенное время находился на высоких партийно-политических должностях в Военно-морском флоте СССР. 11 мая 1949 года Фатигарову было присвоено звание контр-адмирала. В 1955 году он окончил военно-морской факультет Высшей военной академии имени К. Е. Ворошилова, после чего занимал должность начальника политотдела и заместителя по политической части начальника Военно-морской академии. Скоропостижно скончался 29 ноября 1955 года в санатории Архангельское Красногорского района Московской области, похоронен на Новодевичьем кладбище Москвы.
Был также награждён орденами Ленина, Красного Знамени, двумя орденами Отечественной войны 1-й степени, двумя орденами Красной Звезды, рядом медалей и иностранных наград, наградным оружием.